# Nekrolog 2. Quartal 1917
Nekrolog
◄◄
| ◄
| 1913
| 1914
| 1915
| 1916
| 1917 | 1918 | 1919 | 1920 | 1921 | ► | ►►
1. Quartal |
2. Quartal |
3. Quartal |
4. Quartal 1917
Weitere Ereignisse | Allgemeiner Nekrolog 1917
Die Beschreibung der verstorbenen Person sollte so kurz wie möglich gehalten sein und nur deren signifikante Tätigkeit(en) enthalten.
Neue Namen ggf. auch unter dem Geburts- und Sterbedatum, also etwa unter 1. Januar und im Geburts- und Sterbejahr (2024) eintragen (nur bei entsprechender großer Wichtigkeit). Für Beispiele siehe die schon vorhandenen Artikel.
Außerdem über die fünf zuletzt Verstorbenen, zu denen es einen ausreichend guten Artikel für eine Präsentation auf der Hauptseite gibt, nach der todesbedingten Überarbeitung der Artikel ggf. auch unter Wikipedia Diskussion:Hauptseite informieren und sie am besten auch in den anderen Wikipedia-Sprachversionen eintragen. Tipp: Regelmäßig bei news.google.de nach „ist tot“, „gestorben“ oder „verstorben“ suchen.
Wenn eine Person gestorben ist, gibt es viele Seiten zu dieser Person in der Wikipedia, die davon auch betroffen sind und entsprechend aktualisiert werden müssen. Beispiele: Namenübersichtsseite, Geburtsjahr, Geburtsort-Seiten und viele mehr.
Wie finde ich die betroffenen Seiten?
Im Suchfeld auf der linken Seite gibt man den Suchbegriff so ein: „Vorname Nachname“. Dann klickt man auf Volltext und alle Seiten mit entsprechendem Suchtext werden aufgerufen. Hier sieht man dann schnell, wo auch das Todesjahr Sinn macht oder sogar ein Teil des Artikels angepasst werden muss. Auch hilft das „Werkzeug“ auf der linken Seite sehr gut, um solche Seiten aufzufinden: „Links auf diese Seite“. Somit ist die Wikipedia wieder aktuell in allen Bereichen! Hinweis: bei Eintragung der Kategorie „Gestorben JAHR“ wird der Missbrauchsfilter 49 ausgelöst, was jedoch nicht schlimm ist. Siehe: Spezial:Missbrauchsfilter/49
Dies ist eine Liste von im zweiten Quartal 1917 verstorbenen bekannten Persönlichkeiten. Die Einträge erfolgen innerhalb der einzelnen Daten alphabetisch sortiert. Tiere sind im Nekrolog für Tiere zu finden.

## April
| Tag       | Name                               | Beruf, bekannt als                                                                  | Alter | Beleg |
| --------- | ---------------------------------- | ----------------------------------------------------------------------------------- | ----- | ----- |
| 1. April  | Scott Joplin                       | US-amerikanischer Komponist und Pianist                                             |       |       |
| 1. April  | Johanna Niemann                    | deutsche Lehrerin und Schriftstellerin                                              | 72    |       |
| 1. April  | Ferdinand Windt                    | preußischer Generalmajor                                                            | 73    |       |
| 2. April  | Wilhelm Holzmeier                  | deutscher Lehrer, Redakteur und Politiker (SPD)                                     | 52    |       |
| 2. April  | Jindřich Kafka                     | böhmischer Komponist                                                                | 73    |       |
| 3. April  | Anton Erdinger                     | österreichischer Theologe                                                           | 88    |       |
| 4. April  | William Jackson, 1. Baron Allerton | britischer Politiker, Unterhausabgeordneter und Peer                                | 77    |       |
| 4. April  | Gustav Muheim                      | Schweizer Politiker (KVP)                                                           | 65    |       |
| 4. April  | Hermann Rieß von Scheurnschloß     | preußischer Generalleutnant, Präsident der Deutschen Versuchsanstalt für Luftfahrt  | 62    |       |
| 5. April  | E. H. Coombe                       | australischer Politiker und Journalist                                              | 58    |       |
| 5. April  | Gustav Stengele                    | deutscher Politiker (SPD), MdHB und Redakteur des Hamburger Echos                   | 56    |       |
| 5. April  | Marie von Wartenberg               | deutsche Malerin                                                                    | 90    |       |
| 6. April  | John George Alexander Baird        | schottischer Politiker der Conservative Party                                       |       |       |
| 6. April  | Maria Heyde                        | Missionarin der Herrnhuter Brüdergemeine                                            | 79    |       |
| 6. April  | Friedrich Karl von Preußen         | deutscher Reiter                                                                    | 24    |       |
| 6. April  | Georg Thiele                       | deutscher Klassischer Philologe                                                     | 51    |       |
| 6. April  | Achilles Wild                      | deutscher Ruderer                                                                   | 62    |       |
| 7. April  | Ko Doncker                         | niederländischer Zeichner, Schattenspielkünstler und Autor                          | 43    |       |
| 7. April  | Theodor Leber                      | deutscher Ophthalmologe                                                             | 77    |       |
| 7. April  | Heinrich Lueg                      | deutscher Industrieller und Stadtverordneter                                        | 76    |       |
| 7. April  | Karl Muser                         | deutscher Gastwirt und Dichter                                                      | 83    |       |
| 7. April  | Moritz Pauli                       | deutscher Gymnasialprofessor und Politiker, MdR                                     | 78    |       |
| 7. April  | Spyros Samaras                     | griechischer Komponist                                                              | 55    |       |
| 7. April  | Wilhelm Spöhrer                    | deutscher Verwaltungsbeamter                                                        |       |       |
| 7. April  | Teodor de Wyzewa                   | polnischer Schriftsteller, Kritiker und Übersetzer                                  | 54    |       |
| 8. April  | Kate Josephine Bateman             | US-amerikanische Schauspielerin                                                     | 74    |       |
| 8. April  | Wilhelm Frankl                     | deutscher Jagdflieger im Ersten Weltkrieg                                           | 23    |       |
| 8. April  | Paul Gottfried Hoffmann            | Vizeadmiral der Kaiserlichen Marine                                                 | 70    |       |
| 8. April  | Bernhard Kaewel                    | deutscher Politiker                                                                 | 54    |       |
| 8. April  | Richard Olney                      | US-amerikanischer Politiker                                                         | 81    |       |
| 9. April  | Emil Fitger                        | deutscher Chefredakteur und Politiker, MdBB                                         | 68    |       |
| 9. April  | Botho Graef                        | deutscher Klassischer Archäologe und Kunsthistoriker                                | 59    |       |
| 9. April  | Caspar René Gregory                | deutsch-amerikanischer Theologe                                                     | 70    |       |
| 9. April  | Mathias Peter Kinateder            | deutscher Landwirt und Politiker                                                    | 86    |       |
| 9. April  | Gregor Lindner                     | böhmischer Stadtdechant, päpstlicher geheimer Kämmerer                              | 85    |       |
| 9. April  | Wilhelm von Romberg                | preußischer Generalleutnant                                                         | 77    |       |
| 9. April  | Edward Thomas                      | britischer Dichter, Literaturkritiker und Essayist                                  | 39    |       |
| 10. April | Fritz Baare                        | deutscher Manager und Industrieller                                                 | 61    |       |
| 10. April | Louis Édouard Fournier             | französischer Maler                                                                 | 59    |       |
| 10. April | Lucien Guillemaut                  | französischer Arzt, aber auch Politiker und Lokalhistoriker                         | 74    |       |
| 10. April | Henry Thomas Helgesen              | US-amerikanischer Politiker                                                         | 59    |       |
| 11. April | Spencer Bassett                    | englischer Fußballspieler                                                           |       |       |
| 11. April | Wilhelm Weltner                    | deutscher Zoologe                                                                   | 62    |       |
| 12. April | Giuseppe Aversa                    | italienischer Priester, Apostolischer Nuntius                                       | 55    |       |
| 12. April | Franziskus von Bettinger           | deutscher Kardinal                                                                  | 66    |       |
| 12. April | Elisabeth Gnauck-Kühne             | deutsche Frauenrechtlerin                                                           | 67    |       |
| 12. April | Gerhard Rauschen                   | katholischer Theologe, Kirchenhistoriker, Patrologe und Schulmann                   | 62    |       |
| 12. April | Otto Stockmayer                    | deutscher Pfarrer und Evangelist                                                    | 78    |       |
| 13. April | James Buchanan Brady               | US-amerikanischer Unternehmer                                                       | 60    |       |
| 13. April | James H. Fletcher                  | US-amerikanischer Politiker                                                         |       |       |
| 13. April | Pjotr Wladimirowitsch Karpowitsch  | russischer Sozialrevolutionär und Attentäter                                        | 42    |       |
| 13. April | Antônio Francisco de Paula Souza   | brasilianischer Ingenieur und Politiker                                             | 73    |       |
| 14. April | Hartmuth Baldamus                  | sächsischer Jagdflieger im Ersten Weltkrieg                                         | 25    |       |
| 14. April | Nikolaus von Baudissin             | deutscher Politiker, preußischer Parlamentarier und Beamter                         | 78    |       |
| 14. April | Ignaz Bischoff                     | deutscher Geodät                                                                    | 61    |       |
| 14. April | Rudolf Ernst Brünnow               | deutsch-amerikanischer Orientalist                                                  | 59    |       |
| 14. April | John G. Johnson                    | US-amerikanischer Jurist und Kunstsammler                                           |       |       |
| 14. April | William T. Watson                  | US-amerikanischer Politiker                                                         | 67    |       |
| 14. April | Ludwik Lejzer Zamenhof             | polnisch-jüdischer Augenarzt und Philologe                                          | 57    |       |
| 15. April | Jelpidifor Wassiljewitsch Barsow   | russischer Literaturhistoriker, Ethnograph, Volkskundler und Paläograf              | 80    |       |
| 15. April | Christoph Hartung von Hartungen    | österreichischer Arzt                                                               | 67    |       |
| 15. April | Gerhard Moerner                    | deutscher Autor und Lyriker                                                         | 22    |       |
| 15. April | Frank Rockefeller                  | US-amerikanischer Geschäftsmann und Viehzüchter                                     | 71    |       |
| 15. April | Marc Armand Ruffer                 | englischer Bakteriologe und Paläopathologe                                          |       |       |
| 16. April | Tommaso Casini                     | italienischer Romanist und Historiker                                               | 58    |       |
| 16. April | Max Kuntze                         | deutscher Bankier, Kommerzienrat und sächsischer Politiker                          | 70    |       |
| 16. April | Theodor Springmann junior          | deutscher Autor und Übersetzer                                                      | 36    |       |
| 17. April | Ferdinand Hachenberg               | deutscher Bildhauer und Holzschnitzer                                               | 64    |       |
| 17. April | Archie Jewell                      | Mitglied der Besatzung der Titanic                                                  | 28    |       |
| 17. April | Max Koppel                         | jüdisch-deutscher Unternehmer                                                       | 76    |       |
| 17. April | Fridrich Pfaff                     | deutscher Historiker, Germanist und Hochschulbibliothekar                           | 61    |       |
| 17. April | Volkmar Preußer                    | sächsischer Generalmajor                                                            | 77    |       |
| 18. April | Moritz von Bissing                 | preußischer Offizier, zuletzt Generaloberst im Ersten Weltkrieg                     | 73    |       |
| 18. April | Wladimir Michailowitsch Kernig     | russischer Mediziner und Nervenarzt                                                 | 76    |       |
| 18. April | Josef Schlicht                     | deutscher Volkskundler und Heimatforscher                                           | 85    |       |
| 18. April | Wladimir Petrowitsch Serbski       | russischer Psychiater                                                               | 59    |       |
| 19. April | Johannes Hakenmüller               | deutscher Textilpionier und Unternehmer                                             | 59    |       |
| 19. April | Frank Muller                       | US-amerikanischer Astronom                                                          | 54    |       |
| 19. April | Heinrich Schröder                  | deutscher Jurist und Oberamtmann                                                    | 60    |       |
| 19. April | Karl Heinrich Wäntig               | deutscher Ministerialbeamter und Politiker, MdL (Königreich Sachsen)                | 74    |       |
| 19. April | Emil Wipperich                     | deutsch-österreichischer Hornist und Musikpädagoge                                  | 62    |       |
| 20. April | Zygmunt Ajdukiewicz                | polnischer Maler                                                                    | 56    |       |
| 20. April | Jakob Hubert Blenk                 | Erzbischof von New Orleans und Bischof von Puerto Rico                              | 60    |       |
| 20. April | Johannes Boese                     | deutscher Bildhauer und Hochschullehrer                                             | 60    |       |
| 20. April | Allen Foster Cooper                | US-amerikanischer Politiker                                                         | 54    |       |
| 20. April | Gawril Georgiew                    | bulgarischer Politiker und Journalist                                               |       |       |
| 20. April | Georg Gewiese                      | deutscher Jurist und Regierungsbeamter                                              | 48    |       |
| 20. April | Gerhard Haslroither                | österreichischer Zisterzienser und Abt des Stiftes Schlierbach                      | 74    |       |
| 20. April | Romilda Pantaleoni                 | italienische Opernsängerin                                                          | 69    |       |
| 21. April | Bernd von Arnim                    | deutscher Kapitänleutnant                                                           | 32    |       |
| 21. April | Paul Friesé                        | französischer Architekt                                                             | 66    |       |
| 21. April | Ernst von Ihne                     | deutscher Architekt                                                                 | 68    |       |
| 21. April | Karl von Paar                      | 5. Fürst von Paar sowie Mitglied des österreichischen Herrenhauses                  | 82    |       |
| 21. April | Georg Pfaff                        | deutscher Unternehmer und Nähmaschinenfabrikant                                     | 63    |       |
| 21. April | Karl von Streich                   | deutscher Richter am Reichsgericht und Politiker (DP), MdR                          | 90    |       |
| 22. April | Olivier Marquis de Bacquehem       | österreichischer Politiker                                                          | 69    |       |
| 22. April | Clemens Bauermeister               | deutscher Gutsbesitzer und Politiker, MdR                                           | 79    |       |
| 22. April | Julius Diefenbach                  | deutscher Ingenieur und Politiker (MdR)                                             | 81    |       |
| 22. April | Johann Friedrich Dücker            | deutscher Lehrer und Schriftsteller                                                 | 90    |       |
| 22. April | Anton Eilers                       | deutsch-amerikanischer Metallurg und Industrieller                                  | 78    |       |
| 22. April | Konrad Engelhardt                  | deutscher Verwaltungsbeamter                                                        | 55    |       |
| 22. April | Wassili Wassiljewitsch Maté        | russischer Radierer                                                                 | 61    |       |
| 22. April | Jakob Reeb                         | deutscher Priester und Politiker (Zentrumspartei), bayerischer Landtagsabgeordneter | 74    |       |
| 22. April | Marijan Varešanin von Vareš        | österreichisch-ungarischer Statthalter                                              | 70    |       |
| 23. April | Karl Altrichter                    | deutscher Schriftsteller                                                            | 72    |       |
| 23. April | Robert Koehler                     | deutschamerikanischer Maler                                                         | 66    |       |
| 23. April | August von Kospoth                 | preußischer Landrat                                                                 | 53    |       |
| 23. April | William Mollerup                   | dänischer Historiker                                                                | 70    |       |
| 24. April | Oscar Blumenthal                   | deutscher Schriftsteller                                                            | 65    |       |
| 24. April | Abel Botelho                       | portugiesischer Schriftsteller, Diplomat, Militär und Politiker                     | 61    |       |
| 24. April | Ami Chessex                        | Schweizer Unternehmer und Politiker                                                 | 77    |       |
| 24. April | Heinrich Cordes                    | deutscher Schachkomponist und Schriftsteller                                        | 64    |       |
| 24. April | Max Ringelmann                     | deutscher Politiker                                                                 | 48    |       |
| 24. April | Richard Wallaschek                 | österreichischer Psychologe und Musikwissenschaftler                                | 56    |       |
| 25. April | Sebastian Festner                  | deutscher Jagdflieger im Ersten Weltkrieg                                           | 22    |       |
| 25. April | Fritz von Richter                  | deutscher Verwaltungsbeamter                                                        | 37    |       |
| 26. April | Emil Barber                        | deutscher Mundartdichter, Pädagoge und Botaniker                                    | 60    |       |
| 26. April | Jakob Euler                        | deutscher Tischler und Politiker (Zentrum), MdR                                     | 74    |       |
| 26. April | Max Pauly                          | deutscher Lebensmittelchemiker, Industrieller und Optiker                           | 67    |       |
| 26. April | Fríðrikur Petersen                 | färöischer Pfarrer und Politiker (Sambandsflokkurin)                                | 64    |       |
| 26. April | August Waldeck                     | Landtagsabgeordneter Waldeck                                                        | 81    |       |
| 26. April | W. H. James Weale                  | britischer Kunsthistoriker                                                          | 85    |       |
| 27. April | Louis Eilers                       | deutscher Schlossermeister und Fabrikant                                            | 73    |       |
| 27. April | Isaak Gröbli                       | Erfinder der Schiffli-Stickmaschine                                                 | 95    |       |
| 27. April | Frederick Gutekunst                | US-amerikanischer Fotograf                                                          | 85    |       |
| 27. April | Rudolf Mönckeberg                  | deutscher Anwalt und Politiker, MdHB                                                | 70    |       |
| 27. April | Adolf Nöcker                       | deutscher Architekt                                                                 | 60    |       |
| 28. April | Alois Czerny                       | deutschmährischer Volkskundler                                                      | 70    |       |
| 28. April | Karl Kailer von Kaltenfels         | österreich-ungarischer Admiral und Chef der Marinesektion                           | 54    |       |
| 28. April | Tulio Larrinaga                    | puerto-ricanischer Politiker                                                        | 70    |       |
| 28. April | Robert Branks Powell               | kanadischer Tennisspieler                                                           | 36    |       |
| 28. April | Walter von Tzschoppe               | deutscher Verwaltungsbeamter, Richter und Parlamentarier                            | 60    |       |
| 29. April | Richard Applin                     | englischer Jagdflieger                                                              | 22    |       |
| 29. April | Ernest Preyer                      | englisch-deutscher Maler                                                            | 74    |       |
| 29. April | Otto Wolf                          | niederländischer Komponist, Dirigent und Konservatoriumsdirektor                    | 67    |       |
| 30. April | Danny Gürtler                      | deutscher Kabarettist, Lyriker, Burgschauspieler und Filmschauspieler               | 41    |       |
| 30. April | Gaston Salmon                      | belgischer Fechter und Olympiasieger                                                | 39    |       |
|           | Wilhelm von Brünneck               | deutscher Rechtshistoriker und Bibliothekar                                         | 78    |       |
|           | Julius Lex                         | deutscher Unternehmer                                                               |       |       |

## Mai
| Tag     | Name                                           | Beruf, bekannt als                                                                               | Alter | Beleg |
| ------- | ---------------------------------------------- | ------------------------------------------------------------------------------------------------ | ----- | ----- |
| 1. Mai  | William Knox D’Arcy                            | britischer Unternehmer                                                                           | 67    |       |
| 1. Mai  | Wilhelm von Lermann                            | deutscher Jurist                                                                                 | 70    |       |
| 1. Mai  | Hermann Petersen                               | deutscher Politiker                                                                              | 72    |       |
| 1. Mai  | José Enrique Rodó                              | uruguayischer Schriftsteller                                                                     | 45    |       |
| 2. Mai  | William W. Bowers                              | US-amerikanischer Politiker                                                                      | 82    |       |
| 2. Mai  | Hans Wolfgang Capler von Oedheim genannt Bautz | württembergischer Oberstleutnant und Flügeladjutant des württembergischen Königs                 | 46    |       |
| 2. Mai  | Horst Kohl                                     | deutscher Pädagoge und Historiker                                                                | 61    |       |
| 2. Mai  | Otto Emil Lau                                  | deutscher Illustrator und Landschaftsmaler                                                       |       |       |
| 2. Mai  | Wilhelm Schäffer                               | Landtagsabgeordneter Waldeck                                                                     | 56    |       |
| 3. Mai  | Joseph M. Belford                              | US-amerikanischer Politiker                                                                      | 64    |       |
| 3. Mai  | Christian Conradin                             | Schweizer Landschaftsmaler und Lithograf                                                         | 41    |       |
| 3. Mai  | Theodor Eichberger                             | deutscher Satiriker, Bildhauer und Fastnachter in Mainz                                          | 81    |       |
| 3. Mai  | Sandy Turnbull                                 | schottischer Fußballspieler                                                                      |       |       |
| 4. Mai  | Hermenegildo Augusto de Brito Capello          | portugiesischer Offizier und Afrikaforscher sowie Gouverneur von Angola                          |       |       |
| 4. Mai  | Theodor Hecht                                  | deutscher Architekt                                                                              | 67    |       |
| 4. Mai  | Otto Ranke                                     | deutscher Psychiater und Hochschullehrer                                                         | 37    |       |
| 5. Mai  | Richard Anders                                 | deutscher Bildhauer und Hochschullehrer                                                          | 64    |       |
| 6. Mai  | Otto Schirmer                                  | deutscher Augenarzt und Hochschullehrer                                                          | 52    |       |
| 6. Mai  | Wilhelm Uhde                                   | deutscher Schriftsteller Dichter und Komponist                                                   | 48    |       |
| 7. Mai  | Albert Ball                                    | britischer Jagdflieger des Ersten Weltkrieges                                                    | 20    |       |
| 7. Mai  | Charles Johnson Brooke                         | Engländer und der Zweite der „weißen Rajas“ von Sarawak (Nord-Borneo)                            | 87    |       |
| 7. Mai  | Julius Löytved-Hardegg                         | deutscher Diplomat                                                                               | 42    |       |
| 8. Mai  | Thomas M. Anderson                             | US-amerikanischer Brigadegeneral                                                                 | 81    |       |
| 8. Mai  | John Washington Baird                          | US-amerikanischer Schachspieler                                                                  | 65    |       |
| 9. Mai  | Karl Böckenhoff                                | deutscher römisch-katholischer Geistlicher, Kirchenrechtler und Moraltheologe                    | 46    |       |
| 9. Mai  | Karel Tůma                                     | tschechischer Journalist, Schriftsteller und Politiker                                           | 73    |       |
| 10. Mai | Iwan Altschewskyj                              | ukrainischer Opernsänger (Tenor)                                                                 | 40    |       |
| 10. Mai | Joseph B. Foraker                              | US-amerikanischer Politiker                                                                      | 70    |       |
| 10. Mai | Arthur Hayter, 1. Baron Haversham              | britischer Peer, Politiker und Offizier                                                          | 81    |       |
| 10. Mai | Fernando Lorenzen                              | deutscher Architekt                                                                              | 57    |       |
| 11. Mai | Andreas Bloch                                  | norwegischer Porträt-, Historien- und Landschaftsmaler sowie Illustrator der Düsseldorfer Schule | 56    |       |
| 11. Mai | Heinrich Joseph Kayser                         | deutscher Architekt                                                                              | 75    |       |
| 11. Mai | Otto Klauwell                                  | deutscher Komponist                                                                              | 66    |       |
| 11. Mai | Marie de la Croix                              | französische Ordensschwester und Mystikerin                                                      | 76    |       |
| 13. Mai | August Dehne                                   | österreichischer Politiker                                                                       | 86    |       |
| 13. Mai | Carl Hansmann                                  | deutscher Chirurg                                                                                | 64    |       |
| 13. Mai | Gustav Jäger                                   | deutscher Zoologe und Mediziner                                                                  | 84    |       |
| 13. Mai | Eugen Kröner                                   | deutscher Homöopath                                                                              | 56    |       |
| 13. Mai | Otto von Schrön                                | deutscher Arzt und Epidemiologe                                                                  | 79    |       |
| 14. Mai | Joseph Choate                                  | US-amerikanischer Jurist und Diplomat                                                            | 85    |       |
| 14. Mai | Arnold Hague                                   | US-amerikanischer Geologe                                                                        | 76    |       |
| 14. Mai | Anders Montan                                  | schwedischer Genre- und Interieurmaler sowie Lithograf der Düsseldorfer Schule                   | 72    |       |
| 15. Mai | Isaac Bentham                                  | britischer Wasserballspieler                                                                     | 30    |       |
| 15. Mai | Walter Eaton                                   | englischer Fußballspieler                                                                        |       |       |
| 15. Mai | Hermann Ofner                                  | österreichischer Politiker, Bürgermeister von St. Pölten                                         | 67    |       |
| 16. Mai | Ernest F. Acheson                              | US-amerikanischer Politiker                                                                      | 61    |       |
| 16. Mai | Heinrich Ferger                                | Bürgermeister und Abgeordneter                                                                   | 70    |       |
| 16. Mai | Fernand Halphen                                | französischer Komponist                                                                          | 45    |       |
| 16. Mai | Friedrich Helfferich                           | deutscher Textilfabrikant in Neustadt an der Haardt                                              | 72    |       |
| 16. Mai | Vladislav Petković Dis                         | serbischer Schriftsteller                                                                        | 37    |       |
| 16. Mai | Rudolph Sohm                                   | deutscher Rechtshistoriker und Kirchenrechtler                                                   | 75    |       |
| 16. Mai | Peter Wallenborn                               | deutscher Landwirt und Politiker (Zentrum), MdR                                                  | 69    |       |
| 17. Mai | Gustav Kielblock                               | deutscher Kommunalpolitiker in der Stadt Lichtenberg                                             | 74    |       |
| 17. Mai | Radomir Putnik                                 | Chef des Generalstabs der serbischen Armee (1903 bis 1915)                                       | 70    |       |
| 18. Mai | Jules-Étienne Gazaniol                         | französischer Geistlicher und römisch-katholischer Bischof von Constantine                       | 72    |       |
| 18. Mai | Hermann Jacoby                                 | evangelischer Theologe                                                                           | 80    |       |
| 18. Mai | John Nevil Maskelyne                           | britischer Bühnenzauberer und Erfinder                                                           | 77    |       |
| 18. Mai | Otilio Montaño                                 | mexikanischer Revolutionär                                                                       | 29    |       |
| 18. Mai | Bela Pratt                                     | US-amerikanischer Bildhauer                                                                      | 49    |       |
| 19. Mai | Ernst Blankenhorn                              | deutscher Weingutsbesitzer und Politiker, MdR, Bürgermeister                                     | 63    |       |
| 19. Mai | Jørgen Brunchorst                              | norwegischer Botaniker, Politiker und Diplomat                                                   | 54    |       |
| 19. Mai | Alexander Caldwell                             | US-amerikanischer Politiker                                                                      | 87    |       |
| 19. Mai | Daniel Webster Comstock                        | US-amerikanischer Politiker                                                                      | 76    |       |
| 19. Mai | Belva Ann Lockwood                             | US-amerikanische Anwältin und Frauenrechtlerin                                                   | 86    |       |
| 19. Mai | Gustav Maran                                   | österreichischer Schauspieler                                                                    | 63    |       |
| 20. Mai | Friedrich Achelis                              | deutscher Kaufmann und Politiker, MdBB                                                           | 77    |       |
| 20. Mai | Philipp von Ferrary                            | Philatelist, Besitzer der weltweit größten Briefmarkensammlung                                   | 67    |       |
| 20. Mai | Valentine Fleming                              | britischer Unterhausabgeordneter                                                                 |       |       |
| 20. Mai | Ernest Leroux                                  | französischer Buchhändler und Verleger                                                           | 72    |       |
| 21. Mai | Ernst Dathe                                    | deutscher Geologe                                                                                | 71    |       |
| 21. Mai | Karl Mellinger                                 | deutscher Ophthalmologe                                                                          | 58    |       |
| 21. Mai | Wilhelm Rahmsdorf                              | deutscher Soldat, Standartenträger von Mars-la-Tour                                              | 73    |       |
| 22. Mai | Vincent Carlier                                | französischer Politiker, Mitglied der Nationalversammlung                                        | 58    |       |
| 22. Mai | Carl Luyken                                    | deutscher Druckereibesitzer, Freimaurer und Förderer seiner Stadt                                | 73    |       |
| 22. Mai | Gerhard Wegener                                | deutscher Maurer und Politiker (SPD)                                                             | 47    |       |
| 23. Mai | William Conant Church                          | US-amerikanischer Journalist und Verleger                                                        | 80    |       |
| 23. Mai | Wilhelm Effmann                                | deutscher Architekt und Bauhistoriker                                                            | 69    |       |
| 23. Mai | Harry Lane                                     | US-amerikanischer Politiker                                                                      | 61    |       |
| 23. Mai | Ranavalona III.                                | letzte Königin von Madagaskar                                                                    | 55    |       |
| 23. Mai | Karl Albrecht von Ritter                       | bayerischer Regierungsdirektor und Forstbeamter, geadelt                                         | 81    |       |
| 24. Mai | Les Darcy                                      | australischer Boxer                                                                              | 21    |       |
| 24. Mai | Gustav Eskuche                                 | deutscher Pädagoge, Gymnasialdirektor, Schriftsteller und Volksliedsammler                       | 52    |       |
| 24. Mai | Anton von Frisch                               | österreichischer Urologe                                                                         | 68    |       |
| 24. Mai | Leopold Rügheimer                              | deutscher Chemiker (Organische Chemie)                                                           | 67    |       |
| 24. Mai | Heinrich Weltring                              | deutscher Bildhauer                                                                              | 70    |       |
| 25. Mai | Maksim Bahdanowitsch                           | weißrussischer Schriftsteller, Dichter, Publizist                                                | 25    |       |
| 25. Mai | Julius Boethke                                 | deutscher Architekt                                                                              | 53    |       |
| 25. Mai | René Dorme                                     | französischer Jagdflieger im Ersten Weltkrieg                                                    | 23    |       |
| 25. Mai | William H. H. Miller                           | US-amerikanischer Jurist und Politiker                                                           | 76    |       |
| 25. Mai | Villem Reiman                                  | estnischer Geistlicher und Kulturhistoriker                                                      | 56    |       |
| 25. Mai | Édouard de Reszke                              | polnisch-französischer Opernsänger (Bass)                                                        | 63    |       |
| 26. Mai | Benjamin P. Birdsall                           | US-amerikanischer Politiker                                                                      | 58    |       |
| 26. Mai | Wilhelm Heinrich Maria Engelhard               | Landrat des Kreises Wiedenbrück (1899–1907)                                                      | 54    |       |
| 26. Mai | Friedrich Hottenroth                           | deutscher Trachten- und Brauchtumsforscher, Lithograf, Maler und Autor                           | 77    |       |
| 26. Mai | Abraham Lincoln Keister                        | US-amerikanischer Politiker                                                                      | 64    |       |
| 26. Mai | Emmanuel Louis Masqueray                       | französisch-US-amerikanischer Architekt                                                          | 55    |       |
| 26. Mai | Ludwig Schmitz                                 | deutscher Landgerichtspräsident und Politiker                                                    | 72    |       |
| 26. Mai | Heinrich Steinhausen                           | deutscher Schriftsteller                                                                         | 80    |       |
| 27. Mai | Jewgeni Iwanowitsch Alexejew                   | russischer Admiral                                                                               | 74    |       |
| 27. Mai | Arnim Graesel                                  | deutscher Bibliothekar                                                                           | 67    |       |
| 28. Mai | Wilhelmine Althaber                            | deutsche Schriftstellerin und Lehrerin                                                           | 75    |       |
| 28. Mai | Beatrice Falk                                  | englisch-britische Krankenschwester                                                              | 43    |       |
| 28. Mai | Carl Richard Ritter                            | deutscher Klavierbauer                                                                           | 81    |       |
| 29. Mai | Johann Heinrich Dräger                         | deutscher Unternehmer                                                                            | 69    |       |
| 29. Mai | Heinrich Glaser                                | Schweizer Politiker                                                                              | 65    |       |
| 29. Mai | William Davidson Niven                         | schottischer Physiker                                                                            | 75    |       |
| 30. Mai | Samuel B. Campbell                             | US-amerikanischer Soldat und Politiker                                                           | 70    |       |
| 30. Mai | Bernhard Goldenberg                            | deutscher Manager                                                                                | 45    |       |
| 30. Mai | Pietro Scebli                                  | Erzbischof von Beirut                                                                            | 45    |       |
| 30. Mai | Theodor Schauenburg                            | deutscher Flugpionier und ein Alter Adler                                                        | 31    |       |
| 31. Mai | James Joseph Butler                            | US-amerikanischer Politiker                                                                      | 54    |       |
|         | Karl Gebhardt                                  | deutscher Historienmaler                                                                         | 57    |       |
|         | Anna Hollaender                                | deutsche Konzertsängerin (Sopran) und Gesangslehrerin                                            | 77    |       |
|         | Peter Johnstone                                | schottischer Fußballspieler                                                                      | 29    |       |

## Juni
| Tag      | Name                                | Beruf, bekannt als                                                                              | Alter | Beleg |
| -------- | ----------------------------------- | ----------------------------------------------------------------------------------------------- | ----- | ----- |
| 1. Juni  | Waldemar von Hennigs                | preußischer Generalleutnant                                                                     | 67    |       |
| 1. Juni  | Erik von Merizzi                    | österreichisch-ungarischer Offizier                                                             | 43    |       |
| 1. Juni  | Franz Scheiner                      | deutscher Verleger, Lithograf                                                                   | 70    |       |
| 2. Juni  | Charles Adam                        | elsässischer Lokalpolitiker, Bürgermeister und Landesausschussmitglied                          | 68    |       |
| 2. Juni  | Percy Courtman                      | britischer Schwimmer                                                                            | 29    |       |
| 2. Juni  | Arthur Gramberg                     | deutscher Verwaltungsjurist                                                                     | 55    |       |
| 2. Juni  | Philipp Friedrich Mader             | deutscher Theologe und Geistlicher                                                              |       |       |
| 2. Juni  | Oscar Schuster                      | deutscher Alpinist                                                                              | 43    |       |
| 2. Juni  | Emil Stadler                        | Schweizer Unternehmer, Oberstleutnant und Politiker                                             | 64    |       |
| 2. Juni  | Johann Veit                         | deutscher Gynäkologe und Geburtshelfer                                                          | 64    |       |
| 2. Juni  | Paul Waldraff                       | deutscher Grafiker                                                                              | 46    |       |
| 3. Juni  | Louis Gathmann                      | Ingenieur und Erfinder                                                                          | 73    |       |
| 3. Juni  | Carl Henning                        | Siebenbürger Mediziner                                                                          | 57    |       |
| 4. Juni  | Heinrich von Fransecky              | preußischer Generalleutnant                                                                     | 75    |       |
| 4. Juni  | John M. Haines                      | US-amerikanischer Politiker                                                                     | 54    |       |
| 4. Juni  | Paul Klimsch                        | deutscher Maler und Illustrator                                                                 | 48    |       |
| 4. Juni  | Eugen Philippovich von Philippsberg | österreichischer Ökonom und Politiker, Landtagsabgeordneter                                     | 59    |       |
| 5. Juni  | Erich Giese                         | deutscher Marineoffizier                                                                        | 29    |       |
| 5. Juni  | Emil Schäfer                        | deutscher Kampfpilot und Fliegerass im Ersten Weltkrieg                                         | 25    |       |
| 5. Juni  | António Teixeira de Sousa           | portugiesischer Politiker                                                                       | 60    |       |
| 6. Juni  | Theodor Richter                     | sächsischer Landtagsabgeordneter (Königreich Sachsen) und Fabrikbesitzer                        | 67    |       |
| 7. Juni  | Therese Mauser                      | katholische Jungfrau und Dulderin                                                               | 85    |       |
| 8. Juni  | Hermann Bezzel                      | deutscher lutherischer Theologe                                                                 | 56    |       |
| 8. Juni  | Bohdan Chanenko                     | ukrainischer Kunstsammler, Philanthrop und Unternehmer                                          | 68    |       |
| 9. Juni  | Anton Hauber                        | deutscher Historiker und Orientalist                                                            | 37    |       |
| 9. Juni  | Thomas McKenny Hughes               | britischer Geologe                                                                              | 84    |       |
| 9. Juni  | Emil Koeppel                        | deutscher Anglist und Hochschullehrer                                                           | 64    |       |
| 9. Juni  | Pierre Vincent Xambeu               | französischer Offizier und Entomologe                                                           | 80    |       |
| 10. Juni | Alexander Adam                      | deutscher Komponist und Chorleiter                                                              | 63    |       |
| 10. Juni | Friedrich Uhlemann                  | deutscher Fabrikbesitzer und Politiker, MdR                                                     | 82    |       |
| 11. Juni | Louis Étienne Thirioux              | französischer Amateur-Naturforscher und Friseur                                                 | 71    |       |
| 12. Juni | Teresa Carreño                      | venezolanische Komponistin                                                                      | 63    |       |
| 12. Juni | Paul Wilhelm Schmidt                | deutscher, größtenteils in Basel lehrender Theologe                                             | 71    |       |
| 13. Juni | Julius Bensheimer                   | deutscher Verleger                                                                              | 67    |       |
| 13. Juni | Gustav Otto                         | baltischer Arzt und Historiker                                                                  | 74    |       |
| 13. Juni | Franz Tobisch                       | österreichisch-böhmischer Politiker und Mediziner                                               | 49    |       |
| 13. Juni | Richard Zutt                        | Schweizer Jurist und Politiker                                                                  | 67    |       |
| 14. Juni | Thomas Wesley Benoist               | US-amerikanischer Luftfahrtpionier                                                              | 42    |       |
| 14. Juni | Arthur Dewar, Lord Dewar            | schottischer Politiker                                                                          | 57    |       |
| 14. Juni | Ernst von Heyden                    | deutscher Landschaftsdirektor von Vorpommern und Mitglied des preußischen Herrenhauses          | 79    |       |
| 14. Juni | Hermann Kraushaar                   | deutscher Marineoffizier und Luftschiffkommandant                                               | 36    |       |
| 14. Juni | Friedrich Raab                      | deutscher Porzellanmaler und Politiker, MdHB, MdR                                               | 58    |       |
| 14. Juni | James Richard Waddill               | US-amerikanischer Politiker                                                                     | 74    |       |
| 15. Juni | Kristian Birkeland                  | norwegischer Physiker                                                                           | 49    |       |
| 15. Juni | Friedrich Robert Helmert            | deutscher Geodät und Mathematiker                                                               | 73    |       |
| 15. Juni | Richard Schneider                   | deutscher Klassischer Philologe und Gymnasialdirektor                                           | 81    |       |
| 16. Juni | Moritz Reinhard Drechsler           | deutscher Politiker                                                                             | 71    |       |
| 16. Juni | Gustav von Dreising                 | preußischer Generalleutnant                                                                     | 70    |       |
| 16. Juni | Harold Hawkins                      | britischer Sportschütze                                                                         | 30    |       |
| 16. Juni | Gertrud Ingeborg Klett              | deutsche Schriftstellerin und Übersetzerin                                                      | 45    |       |
| 16. Juni | James Augustine McFaul              | irischer Geistlicher, Bischof von Trenton                                                       | 67    |       |
| 16. Juni | Fedor von Wuthenau                  | deutscher Rittergutsbesitzer und Hofbeamter                                                     | 57    |       |
| 17. Juni | Robert Bell                         | kanadischer Geograph und Geologe                                                                | 76    |       |
| 17. Juni | Ludwig Borckenhagen                 | deutscher Marineoffizier, zuletzt Admiral                                                       | 66    |       |
| 17. Juni | Johannes Graf                       | deutscher Maler, Zeichner und Bildhauer                                                         | 79    |       |
| 17. Juni | José Manuel Pando                   | Staatspräsident von Bolivien                                                                    | 68    |       |
| 17. Juni | Ernst Stöhr                         | österreichischer Maler                                                                          | 56    |       |
| 17. Juni | Eufemio Zapata                      | mexikanischer Revolutionär                                                                      |       |       |
| 17. Juni | Karl Zilgas                         | deutscher Fußballspieler                                                                        | 25    |       |
| 18. Juni | Judson C. Clements                  | US-amerikanischer Politiker                                                                     | 71    |       |
| 18. Juni | Eduard Hepp                         | deutscher Chemiker                                                                              | 66    |       |
| 18. Juni | Annie Vitelli                       | australisch-neuseeländische Sängerin, Entertainerin und Theaterproduzentin                      | 80    |       |
| 19. Juni | Wilhelmina Lagerholm                | schwedische Porträt- und Genremalerin sowie Fotografin                                          | 91    |       |
| 20. Juni | Hugo Alpen                          | deutsch-australischer Komponist                                                                 | 74    |       |
| 20. Juni | Franz Heinrich Bödeker              | deutscher Lithograf, Steindrucker und Fotograf in Hildesheim                                    | 80    |       |
| 20. Juni | James Mason Crafts                  | US-amerikanischer Chemiker                                                                      | 78    |       |
| 20. Juni | António Feijó                       | portugiesischer Diplomat und Dichter                                                            | 58    |       |
| 21. Juni | Hans Fuglsang                       | dänischer Maler und Radierer                                                                    | 28    |       |
| 21. Juni | Johann Michael Kupfer               | deutsch-österreichischer Maler und Bildhauer                                                    | 58    |       |
| 21. Juni | Edward Skilton                      | britischer Sportschütze                                                                         | 53    |       |
| 21. Juni | Edmund Weiss                        | österreichischer Astronom                                                                       | 79    |       |
| 21. Juni | Matthias Zurbriggen                 | Schweizer Bergsteiger, Bergführer                                                               | 61    |       |
| 22. Juni | Jewgeni Franzewitsch Bauer          | russischer Filmregisseur                                                                        |       |       |
| 22. Juni | Friedrich Wilhelm Küster            | deutscher Chemiker und Hochschullehrer an der Bergakademie Clausthal                            | 56    |       |
| 22. Juni | Friedhelm von Ranke                 | preußischer Generalmajor                                                                        | 69    |       |
| 22. Juni | Kristian Zahrtmann                  | dänischer Maler                                                                                 | 74    |       |
| 23. Juni | Hugo Flintzer                       | deutscher Maler und Illustrator                                                                 | 55    |       |
| 24. Juni | Jean-Louis Pindy                    | französischer Kommunarde und Anarchist                                                          | 77    |       |
| 25. Juni | Hermann Heller                      | Schweizer Politiker (FDP)                                                                       | 67    |       |
| 25. Juni | Hans von Hellmann                   | deutscher Regierungspräsident und Politiker, MdR                                                | 59    |       |
| 25. Juni | John W. McCormick                   | US-amerikanischer Politiker                                                                     | 85    |       |
| 25. Juni | Wilhelm Weimar                      | deutscher Museumswissenschaftler, Zeichner, Typograf und Fotograf                               | 59    |       |
| 26. Juni | Alois Daut                          | deutsch-böhmischer Architekt                                                                    | 62    |       |
| 26. Juni | Dragutin Dimitrijević               | serbischer Politiker und Offizier                                                               | 40    |       |
| 26. Juni | Rade Malobabić                      | serbischer Geheimagent                                                                          |       |       |
| 27. Juni | Karl Allmenröder                    | deutscher Jagdflieger des Ersten Weltkriegs                                                     | 21    |       |
| 27. Juni | Alphons Bujard                      | deutscher Apotheker                                                                             | 56    |       |
| 27. Juni | Otto Ehlers                         | deutscher Politiker und Mitglied des Preußischen Abgeordnetenhauses                             | 62    |       |
| 27. Juni | Bill Ladbury                        | britischer Boxer im Fliegengewicht                                                              | 25    |       |
| 27. Juni | Gustav von Schmoller                | deutscher Ökonom; galt als Führer der sogenannten „historischen Schule“                         | 79    |       |
| 27. Juni | Theodor von Weinzierl               | österreichischer Agrarwissenschaftler und Botaniker                                             | 64    |       |
| 28. Juni | Ernst Pringsheim senior             | deutscher Physiker                                                                              | 57    |       |
| 29. Juni | Frans Schollaert                    | belgischer Politiker und Premierminister                                                        | 65    |       |
| 29. Juni | Arthur Wansleben                    | deutscher Landschaftsmaler der Düsseldorfer Schule                                              | 55    |       |
| 30. Juni | Jonathan Chace                      | US-amerikanischer Politiker                                                                     | 87    |       |
| 30. Juni | Antonio de la Gandara               | französischer Maler und Zeichner                                                                | 55    |       |
| 30. Juni | Dadabhai Naoroji                    | parsischer Intellektueller und Gelehrter und indischer Politiker, Mitglied des House of Commons | 91    |       |
| 30. Juni | Carl Schuler                        | österreichischer Hotelier und Sport- und Fremdenverkehrspionier                                 | 65    |       |
| 30. Juni | Henry Vaughan                       | US-amerikanischer Architekt                                                                     |       |       |
| 30. Juni | Friedrich Zimmermann                | deutscher Journalist und Buddhist                                                               | 65    |       |
| 30. Juni | Otto Zsigmondy                      | österreichischer Zahnarzt und Bergsteiger                                                       | 57    |       |